# Semyon Konstantinovich Kurkotkin
Semyon Konstantinovich Kurkotkin (tiếng Nga: Семё́н Константи́нович Курко́ткин; 13 tháng 2 năm 1917 - 16 tháng 9 năm 1990) là một Nguyên soái Liên Xô, Anh hùng Liên Xô.

## Khởi đầu binh nghiệp

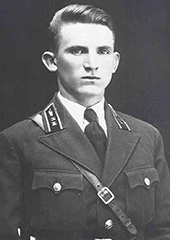
Kurkotkin, khoảng năm 1940

Kurkotkin sinh ngày 13 tháng 2 năm 1917 trong một gia đình nông dân ở làng Zaprudnaya, Sofinskoy volost, Bronnitsky uyezd, Moskva. Ông tốt nghiệp trường Cao đẳng Kỹ thuật Sư phạm Công nghiệp Moskva năm 1936, gia nhập Hồng quân năm 1937, trở thành một sĩ quan tại Trường Xe tăng Oryol vào tháng 9 năm đó. Sau khi tốt nghiệp vào năm 1939, ông phục vụ tại trường với tư cách là một sĩ quan chính trị cấp đại đội, vào tháng 7 năm 1940, ông được gửi đến phục vụ trong cùng một vị trí với Lữ đoàn xe tăng hạng nhẹ 50 thuộc Quân khu Zakavkaz. Năm 1941, ông tốt nghiệp trường quân sự-chính trị ở Chita.

## Chiến tranh Vệ quốc vĩ đại
Sau khi Chiến dịch Barbarossa nổ ra vào tháng 6 năm 1941, Kurkotkin được bổ nhiệm làm chính trị viên của một đại đội xe tăng thuộc Tiểu đoàn Trinh sát số 148 thuộc Sư đoàn súng trường 114, Quân khu Zakavkaz vào tháng 8. Tháng 9, đơn vị của ông được điều chuyển về phía Tây, chuyển thuộc Tập đoàn quân độc lập 7 trên sông Svir, chiến đấu chống lại quân đội Phần Lan trong Chiến tranh tiếp diễn. Đầu năm 1942, Kurkotkin được cử đi học tại Khóa huấn luyện cho các chính ủy của các đơn vị xe tăng ở Gorky, và sau khi hoàn thành khóa học, trở thành Chính trị viên của Tiểu đoàn xe tăng hạng nặng độc lập của Phương diện quân Voronezh vào tháng 5 năm 1942. Ông trở thành chỉ huy của tiểu đoàn vào tháng 10 khi chế độ sĩ quan chính trị bị giải thể vào tháng 12 đã chuyển sang làm phó chỉ huy của Trung đoàn xe tăng xung kích độc lập 262. Ông tốt nghiệp các khóa học nâng cao sĩ quan tại Học viện Cơ giới và Cơ giới hóa quân đội năm 1943 vào tháng 10 năm đó, ông trở thành phó chỉ huy của Lữ đoàn xe tăng cận vệ 14 của Quân đoàn xe tăng cận vệ 4 của Phương diện quân Ukraina 1, chiến đấu trong Trận sông Dniepr.
Khi chỉ huy lữ đoàn hy sinh tại thành phố Malyn, Kurkotkin đã chỉ huy và trong hai ngày tổ chức một tuyến phòng thủ ở ngoại ô thành phố trong khu vực của nhà ga Chepovichi, đẩy lùi các cuộc tấn công của Đức. Trong Chiến dịch tấn công Zhitomir–Berdichev, Kurkotkin đã chỉ huy lữ đoàn tấn công Volodarsk, có đóng góp quan trọng trong thất bại của quân Đức xung quanh Zhytomyr. Trong Chiến dịch tấn công Rovno–Lutsk tiếp theo vào tháng 2 năm 1944, Kurkotkin tiếp tục làm chỉ huy lữ đoàn trong cuộc chiến đấu giải phóng thành phố Shepetivka, phá vỡ tuyến phòng thủ của Đức kết hợp với bộ binh của Quân đoàn súng trường 18, cô lập quân đồn trú của thành phố và ngăn chặn quân tiếp viện Đức giải vây. Do thành tích chỉ huy lữ đoàn, Kurkotkin, khi đó là một thiếu tá, đã được trao tặng Huân chương Chiến tranh ái quốc, hạng 1, vào ngày 18 tháng 5 năm 1944.
Sau khi Trung tá Aleksandr Skidanov đến để chỉ huy Lữ đoàn, Kurkotkin tiếp tục làm phó chỉ huy, tham gia vào cuộc tấn công Proskuroviêu Chernovitsy và Chiến dịch Lvov–Sandomierz. Sau khi kết thúc trận chiến, Skidanov đã đề nghị cho Kurkotin được nhận Huân chương Cờ đỏ, với lời khen ngợi rằng Kurkotin "trực tiếp giám sát huấn luyện chiến đấu" để chuẩn bị cho cuộc tấn công Lvov, Sandomierz và trong cuộc tấn công "chứng tỏ mình là một chỉ huy dũng cảm, can đảm và tháo vát" bằng cách "trực tiếp tổ chức thực hiện mệnh lệnh".
Kurkotkin trở thành chỉ huy của Lữ đoàn xe tăng cận vệ 13 của quân đoàn vào tháng 11, chỉ huy nó trong các cuộc tấn công của Hạ Silesia, Thượng Silesia, Berlin và Prague trong những tháng cuối của cuộc chiến năm 1945. Do thành tích chiến đấu, Kurkotkin, khi đó là một trung tá, đã được trao tặng Huân chương Kutuzov, hạng 2, vào ngày 6 tháng 4, và Huân chương Bogdan Khmelnitsky, hạng 2, vào ngày 6 tháng 5.

## Chiến tranh lạnh
Sau khi kết thúc chiến tranh, Kurkotkin tiếp tục chỉ huy lữ đoàn, được tổ chức lại thành Trung đoàn xe tăng cận vệ số 13, trong khi quân đoàn được tổ chức Sư đoàn xe tăng cận vệ số 4 vào tháng 5 năm 1945. Sau khi tốt nghiệp Học viện quân sự cho lực lượng thiết giáp và cơ giới năm 1951, Kurkotkin, được thăng cấp đại tá vào ngày 20 tháng 4 năm 1950,  trở thành phó chỉ huy của Sư đoàn xe tăng cận vệ số 10 vào tháng 5 năm đó. Ông trở thành chỉ huy của sư đoàn trước khi học tại Khoa đặc biệt của Học viện Quân sự của Bộ Tổng tham mưu. Sau khi tốt nghiệp khóa sau vào tháng 10 năm 1958, Kurkotkin, được thăng cấp Thiếu tướng xe tăng vào ngày 3 tháng 5 năm 1955, được bổ nhiệm làm Tư lệnh Quân đoàn 6 của Quân khu Bắc Kavkaz. Sau khi trở thành chỉ huy của Tập đoàn quân xe tăng cận vệ 5 của Quân khu Belorussia vào tháng 6 năm 1960, Kurkotkin, được thăng cấp Trung tướng xe tăng vào ngày 22 tháng 2 năm 1963, được gửi đến Cụm binh đoàn Liên Xô tại Đức (GSFG) để chỉ huy Tập đoàn quân xe tăng cận vệ 2 và trở thành chỉ huy của Tập đoàn quân 3 của GSFG vào tháng 7 năm 1965.
Kurkotkin trở thành Phó tổng Tư lệnh thứ nhất của GSFG vào tháng 7 năm 1965 và Tư lệnh Quân khu Zakavkaz vào tháng 4 năm 1968. Ông được thăng cấp Thượng tướng vào ngày 24 tháng 2 năm 1967. Sau khi tốt nghiệp khóa học viện cao cấp tại Học viện quân sự Bộ Tổng tham mưu năm 1970, ông trở thành Tư lệnh trưởng của GSFG trong tháng 9 năm 1971, và Chỉ huy trưởng lực lượng hậu phương của lực lượng vũ trang Liên Xô trong tháng 7 năm 1972 Sau đó, ông được bổ nhiệm làm Thứ trưởng Quốc phòng, và được thăng cấp Đại tướng vào ngày 3 tháng 11 năm 1972. Kurkotkin được phong danh hiệu Anh hùng Liên Xô vào ngày 18 tháng 2 năm 1981. Ông được thăng hàm Nguyên soái Liên Xô vào ngày 25 tháng 3 năm 1983, được chuyển sang làm Tổng thanh tra Quốc phòng, một vị trí chờ nghỉ hưu cho các sĩ quan cao cấp, vào ngày 3 tháng 5 năm 1988.
Kurkotkin qua đời tại Moskva vào ngày 16 tháng 9 năm 1990.

## Danh hiệu và giải thưởng
Kurkotkin là người nhận được các giải thưởng và danh hiệu Liên Xô sau đây: 
- Anh hùng Liên Xô (18 tháng 2 năm 1981)
- Huân chương Lenin (31 tháng 10 năm 1967, 11 tháng 2 năm 1977, 18 tháng 2 năm 1981, 19 tháng 2 năm 1986)
- Huân chương Cách mạng Tháng Mười (tháng 5/1972)
- Huân chương Cờ đỏ (19 tháng 2 năm 1942, 31 tháng 1 năm 1943, 7 tháng 10 năm 1944)
- Huân chương Kutuzov, hạng 2 (tháng 4/1945)
- Huân chương Bogdan Khmelnitsky, hạng 2 (tháng 5 năm 1945)
- Huân chương Chiến tranh ái quốc, hạng 1 (18 tháng 5 năm 1944, ngày 6 tháng 4 năm 1985)
- Huân chương Sao đỏ (20 tháng 4 năm 1953)

Giải thưởng nước ngoài
- Huân chương Sukhbaatar (Mông Cổ)
- Huân chương Cờ đỏ (Mông Cổ)
- Huân chương Yêu nước, hạng 1 (Cộng hòa Dân chủ Đức)
- Chỉ huy của Polonia Restituta (Ba Lan)
- Thánh giá Valor (Ba Lan)
- Huân chương Cờ đỏ của Tiệp Khắc
- Huân chương Scharnhorst, hai lần (Cộng hòa Dân chủ Đức)
- Huân chương Tudor Vladimirescu, hạng 1 (Romania)

Kurkotkin là Ủy viên Ban Chấp hành Trung ương Đảng Cộng sản Liên Xô từ năm 1976 đến năm 1989, Phó chủ tịch Xô viết Quốc gia từ khóa 8 đến khóa 11, và một đại biểu đại hội đảng các khóa 22, 23, 24, và 25.

## Lược sử quân hàm
- Đại tá — 20.04.1950;
- Thiếu tướng xe tăng — 3.05.1955;
- Trung tướng xe tăng — 22.02.1963;
- Thượng tướng — 24.02.1967;
- Đại tướng — 3.11.1972;
- Nguyên soái Liên Xô — 25.03.1983.

### Trích dẫn
1. 1 2 3 4 5 6 7  Yermakov 1996, tr. 49–50.
2. 1 2 3 4 5 6 7 8 9  Tsapayev 2019, tr. 364–366.
3. ↑  Vorsin 2017.